# Coleus sylvestris
Coleus sylvestris là một loài thực vật có hoa trong họ Hoa môi. Loài này được (Gürke) A.J.Paton & Phillipson miêu tả khoa học đầu tiên năm 2019.